# Guerre égypto-éthiopienne
Guerre égypto-éthiopienne
Batailles
La guerre égypto-éthiopienne est un conflit ayant opposé l'Égypte d'Ismaïl Pacha à l'Empire éthiopien du Negusse Negest Yohannes IV. L'Égypte avait annexé, de 1868 à 1875, des zones frontalières à l'Éthiopie pour mettre en œuvre son plan d'invasion en 1875 et entrer directement sur le sol de Yohannes IV. Deux batailles déterminent la guerre : celle de Gundet (16 novembre 1875) et celle de Gura (du 7 au 9 mars 1876). Le conflit s'achève par une victoire éthiopienne.

## Origines de la guerre
La guerre trouve ses origines dans la volonté du khédive Ismaïl Pacha d'étendre son empire le long de toute la côte africaine de la mer Rouge. À la suite de l'ouverture du Canal de Suez, cette mer était devenue une route capitale et le flanc oriental abyssin  était devenu la cible des convoitises des puissances européennes. Le khédive voulait donc étendre sa souveraineté le long de la côte vers le sud bien que Français et Italiens étaient déjà présents, les premiers à Obock et Tadjourah, les deuxièmes à Assab. Parfaitement au courant des instabilités politiques internes de l'Empire éthiopien, Ismail Pacha décide de moderniser son armée en coopération avec l'Europe. L’objectif était également d’exploiter les terres fertiles abyssines afin de solder les dettes financières de l'État égyptien. Néanmoins, il semble que la conquête totale de l'Éthiopie est exclue des plans, les intérêts égyptiens se résumant essentiellement aux régions autour de la rivière Mareb , notamment proches de la côte de la mer Rouge ainsi qu’aux régions avoisinant le Soudan. Le véritable ennemi pour les Égyptiens était Yohannes IV, chrétien dévoué, se trouvant à proximité des côtes. Les Égyptiens souhaitaient donc voir le centre de gravité de l'Éthiopie se déplacer vers le sud où Yohannes IV aurait éventuellement été remplacé par Menelik II alors Negus politiquement indépendant du Shewa.

## L'arrivée des Égyptiens dans la Corne de l'Afrique

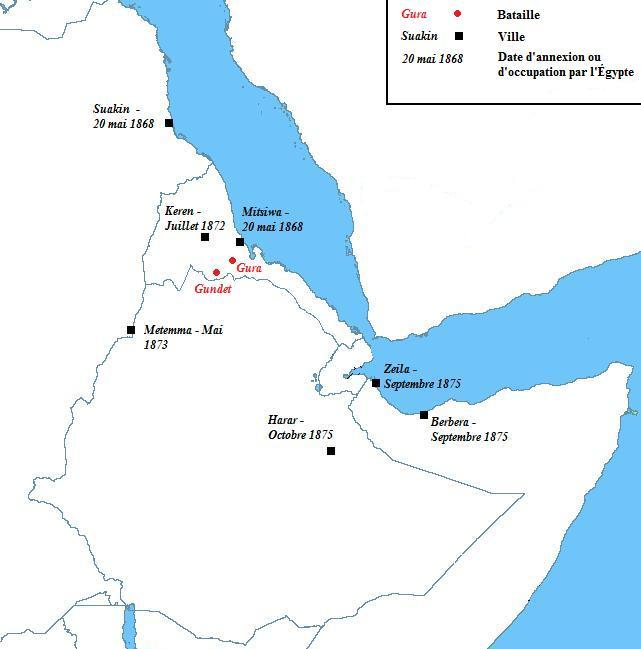
Carte montrant la progression des Égyptiens et les lieux des deux batailles (frontières contemporaines).

Les Égyptiens vont progressivement prendre possession de régions voisines de l'Empire éthiopien pour ensuite s'installer directement sur son territoire. Ismail Pacha fait appel à des officiers étrangers afin de préparer son armée et dès 1869, 48 anciens officiers américains confédérés vétérans de la guerre de Sécession sont recrutés pour cinq ans. Le 20 mai 1868, le sultan de l'Empire ottoman, Mahmoud II, offre à Ismaïl Pacha la province Habesh comprenant notamment les ports de Suakin et Mitsiwa où un blocus empêchant à Yohannes IV d’importer des armes sera instauré.
En 1872, Werner Munzinger, un aventurier suisse, entre au service de l'État égyptien qui lui accorde le rang de Pacha et le poste de gouverneur du Soudan oriental. En juillet de la même année, l’Égypte annexe la région de Bogos et sa capitale Keren à la province du Soudan oriental, l’opération étant menée par Munzinger. Les troupes égyptiennes occupent également Mensa et Ghinda. Yohannes IV décide alors en août 1872 d’envoyer John Kirkham (de), un aventurier britannique, en Europe pour solliciter l'intervention des divers gouvernements (Empire d'Autriche, Empire russe,  Empire allemand, Grande-Bretagne et France). Cependant, cette démarche ne trouve pas d'échos favorables, les puissances européennes étant mieux disposées à l'égard de l'Égypte en raison de l’ouverture du Canal de Suez mais aussi par le fait que ce pays se modernise et paraît puissant et organisé alors que l'Empire éthiopien semble lointain, archaïque et instable. L’année suivante, l'Égypte continue de s'implanter dans la Corne de l'Afrique. En mai 1873, la ville de Metemma est occupée. En décembre 1874, 1 200 soldats égyptiens, dirigés par Munzinger, occupent militairement la ville annexée de Keren. À la suite de protestations locales, ils se retirent mais une petite garnison reste sur place. Le gouverneur local de l’Aylat, à 30 kilomètres de Mitsiwa, vers l’intérieur des terres, décide de vendre son district aux Égyptiens.

## La guerre
La guerre débutera en 1875, un plan d’invasion est préparé par le khédive, encouragé par Werner Munzinger et Arakil Bey Nubar, gouverneur de Mitsiwa et neveu de Nubar Pacha, futur premier ministre Égyptien. L'Égypte avait été marquée par l'expédition de Napier de 1868 et la facilité avec laquelle les britanniques avaient renversé Tewodros II. Elle voyait également d’un bon œil les tensions internes en Éthiopie mais celles-ci ont été surestimées. Les Égyptiens comptaient retourner les chefs locaux éthiopiens contre Yohannes IV, selon Haggai Erlich, il est probable que Menelik II, alors aspirant au trône impérial, ait collaboré avec les Égyptiens,. Plusieurs seigneurs locaux n'ont pas répondu à l’appel de Yohannes IV, dont Menelik II et le Ras Adal Tessema du Godjam. Lorsque le 2 novembre 1875, les tambours de guerre retentirent, la Shaleqa Alula Engida, à la tête d’un contingent de 1 000 hommes, son frère le Basha Gebre Maryam et Dejazmach Hagos faisaient partie des quelques dirigeants locaux ayant accepté d’accompagner le Negusse Negest. 
Pour la conquête de l'Éthiopie, Arakil Bey Nubar ne conseille que quelques cartes, quelques officiers et 3 à 4 000 soldats bien équipés. En septembre 1875, ses exigences furent satisfaites et le Khédive ordonna des expéditions. Après une première expédition sur la côte somali, Zeila et Berbera sont annexées et les égyptiens vont marcher vers les terres intérieures.  Le 18 septembre 1875, l'armée égyptienne occupe la ville d'Harar et en octobre 1875, l’émir de Harar, tributaire de Menelik II, est exécuté par les troupes de Raouf Pacha, la ville est sous contrôle égyptien. 
Le Colonel Soren Arendrup, un danois travaillant pour le khédive, se rend avec des soldats à Ginda, ville occupée et envoie un émissaire égyptien à Yohannes IV avec un message, qui était en réalité un ultimatum, demandant la délimitation immédiate de la frontière. Le messager fut emprisonné par le Negusse Negest, au même moment les Égyptiens renforçaient la garnison de Metemma et traversaient la frontière pour se rendre vers Gonder. 
Le même mois, l’armée égyptienne obtint une victoire militaire sur le Dejazmach Gebru, chef du Hamasien, tributaire du Negusse Negest. Les vainqueurs parviennent initialement à obtenir la collaboration des chefs locaux à travers la remise d’armes, titres et sommes d’argent. Yohannes IV parviendra néanmoins à récupérer la coopération du Hamasien avec l’aide de Lij Wolde Mikael Solomon. Toutefois les troupes égyptiennes s’installent à Addi Quala et Gundet et le 23 octobre 1875, Yohannes IV déclare la guerre aux Égyptiens; le Patriarche de l'Église éthiopienne orthodoxe menaça d’excommunier tout soldat ne répondant pas à l’appel aux armes. Le Negusse Negest était accompagné de Wolde Mikael Solomon et d'Alula Engida qui fut placé à la tête de l’avant-garde. Quelques jours plus tard, une première mauvaise nouvelle va arriver aux Égyptiens: le 14 novembre 1875, l’expédition de Werner Munzinger a échoué dans le pays afar où ses troupes et lui-même périrent dans une embuscade,. Deux jours plus tard, les forces égyptiennes et abyssines vont s'affronter au cours de la première bataille: la bataille de Gundet.

### Les batailles de Gundet et de Gura
La guerre va véritablement tourner à l'avantage des abyssins au cours de ces deux batailles. La première, la bataille de Gundet se déroulera le 16 novembre 1875, au cours de celle-ci la quasi-totalité des troupes égyptiennes vont être annihilées.
Furieux, le khédive décide de préparer une armée beaucoup plus importante et moderne. De janvier à février 1876, les troupes égyptiennes s'installeront à Gura. L'offensive des Éthiopiens est lancée le 7 mars 1876 et la bataille s'achevera le 9 mars 1876. 
Les Égyptiens sont à nouveau battus et une période de trêve s'ouvre à leur demande. Conscients de l’ampleur de leur défaite, ils décidèrent d’abandonner leur ambition expansionniste dans cette région de l'Afrique.

## Négociations post-conflit
Bien que victorieux, Yohannes IV ne parvint pas à expulser les troupes basées dans la position bien fortifiée de Mitsiwa. Il ne tenta pas d’avancer vers la côte et se montra en faveur de la paix en envoyant un émissaire le Blatta Gebre Egziabher aux Égyptiens qui sera emprisonné puis rapatrié sans qu’aucun accord ne soit obtenu.
Les égyptiens envoyèrent alors Charles Gordon, un britannique, gouverneur général du Soudan, en tant qu’émissaire. La déception de Yohannes IV fut grande lorsqu’il apprit qu’un chrétien servait les intérêts d’un pays musulman s’attaquant à un empire chrétien. Le Negusse Negest ne reçut aucune condition acceptable permettant d’aboutir à un accord. Le retour de Bogos sous la souveraineté de l'Empire éthiopien fut exclue tout comme les autres zones que les Égyptiens avaient annexées. Par ailleurs, le droit d’importer des armes à feu à travers le port de Mitsiwa ne fut pas reconnu aux Éthiopiens. Les propositions furent perçues par Yohannes IV comme inacceptables et les discussions furent interrompues sans conclusion. En 1884, la "guerre froide" entre les deux pays s’acheva avec la signature du traité d'Adoua et le Bogos retourna sous souveraineté abyssine.